# A Rude Hostess
Pour les articles homonymes, voir Hostess.
A Rude Hostess est un film muet américain réalisé par D. W. Griffith, sorti en 1909.

## Synopsis
Un voleur s'introduit chez madame Leffingwell et ouvre son coffre-fort alors qu'elle était sorti quelques instants pour rattraper un convive qui avait oublié quelque chose. Elle revient alors qu'il n'a pas eu le temps de s'enfuir, il essaie alors de lui expliquer qu'il s'est trompé d'appartement. Remarquant le coffre ouvert, elle dit à son majordome d'avertir la police...

## Fiche technique
- Titre : A Rude Hostess
- Réalisation et scénario : D. W. Griffith
- Société de production et de distribution : American Mutoscope and Biograph Company[1]
- Photographie : G. W. Bitzer
- Pays :  États-Unis
- Format[2] : Noir et blanc - Muet - 1,33:1[3] ou 1,37:1[4] - 35 mm[3],[4]
- Longueur de pellicule : 439 pieds (134 mètres[3])
- Durée : 5 minutes (à 16 images par seconde)[2]
- Genre : inconnu
- Date de sortie : 8 avril 1909

## Distribution
Les noms des personnages proviennent de l'Internet Movie Database.
- Marion Leonard : madame Leffingwell
- Anita Hendrie : une invitée
- Arthur V. Johnson : le voleur
- Owen Moore : le majordome
- Frank Powell : un invité
- Mack Sennett : un policier

## Autour du film
Les scènes du film ont été tournées le 3 mars 1909 dans le studio de la Biograph à New York.